# Autochton pseudocellus
Autochton pseudocellus is een vlinder uit de familie van de dikkopjes (Hesperiidae). De wetenschappelijke naam van de soort is voor het eerst geldig gepubliceerd in 1911 door Coolidge & Clemence.